# Федоров Юрій Володимирович (музикант)
Ю́рій Володи́мирович Фе́доров (* 9 листопада 1957, м. Волочиськ Хмельницької області) — український музикант і педагог. Заслужений артист України. Лауреат міжнародних конкурсів.

## Життєпис
Народився в м. Волочиськ Хмельницької області. Навчався в місцевій музичній школі (її п'ятирічну програму Юрій здолав за чотири роки).
Закінчив Хмельницьке музичне училище (1974—1977, клас Г. І. Чеського), здолавши чотирирічну програму за три роки. Закінчив Київську консерваторію (1977—1982), асистентуру-стажування (1982—1984, клас М. А. Давидова).
Працював у Київській філармонії — спочатку як артист ансамблю народних інструментів «Рідні наспіви», потім як соліст. Багато гастролював. У консерваторії з 1982 року — викладач гри на баяні (за сумісництвом); старший викладач (1995), в. о. доцента (1997), доцент (2001).
Живе в Києві.

## Творчість
Ще студентом консерваторії Юрій Федоров як баяніст став лауреатом Всеукраїнського конкурсу (Одеса, 1981), перша премія.
Згодом здобув першу премію на міжнародних змаганнях виконавців на баяні й акордеоні — Кубок світу серед акордеоністів (1986, м. Білосток, Польща). Того ж 1986 року виборов міжнародний приз від Асоціації американських акордеоністів «П'єтро Едвард» за виконання твору великої форми.
Всесоюзна фірма грамплатівок «Мелодія» випустила платівку «Юрій Федоров, баян. М. Регер, Д. Скарлатті, А. Рубінштейн, В. Булавко, В. Зубицький» (1989), записи 1986 року.
За участь у Всесоюзному конкурсі артистів естради у складі ансамблю «Рідні наспіви» — лауреат другої премії (м. Ленінград, 1990). На Фогтландських днях музики (1994) відзначений третьою премією міжнародного конкурсу баяністів-акордеоністів (м. Клінгенталь, Німеччина).
Давав сольні концерти в Канаді, США, Португалії, Франції, Данії, Німеччині, Іспанії, Югославії, Польщі. Віртуозно виконує на баяні твори Баха, Мендельсона, Франка, Регера, Міссіана, Дандр'є. Улюблена музика Юрія — класична, але близька йому і народна, і сучасна українська.
У Франції вийшов компакт-диск «Грає Юрій Федоров». Солоспів виконує дружина Юрія — бандуристка Людмила Коханська.
До збірника «Твори для баяна та акордеона» (2016), який призначений для студентів консерваторій і музичних училищ, увійшли обробки популярних народних мелодій, що звучать, зокрема, на концертах у виконанні Юрія Федорова та деяких інших відомих музикантів.

## Нагороди
- Почесне звання Заслужений артист України (1996)
- Міжнародна премія «Дружба» — «за внесок у єднання людей всього світу в ім'я прогресу на Землі» (1997)
- Лауреат міжнародних конкурсів (перша премія на Кубку світу серед акордеоністів, 1986)
- Лауреат Всеукраїнського конкурсу, І премія (Одеса, 1981)